# David Richards (pilot rajdowy)
David Pender Richards CBE (ur. 3 czerwca 1952) – brytyjski były pilot rajdowy i biznesmen. Pilotował Ariego Vatanena zdobywając z nim w 1981 roku Rajdowe Mistrzostwo Świata. Założyciel firmy Prodrive i Aston Martin Racing. W latach 1989-2008 był dyrektorem w Subaru World Rally Team. Opiekował się takimi kierowcami jak Colin McRae, Richard Burns czy Petter Solberg. Za zasługi dla sportu został w końcówce 2004 roku odznaczony Orderem Imperium Brytyjskiego (CBE). Mieszka w hrabstwie Warwickshire.